# Ittiosi
Le ittiosi (inglese e latino ichthyosis) sono un'ampia ed eterogenea famiglia di disordini della cheratinizzazione che fanno apparire la pelle come fosse coperta da squame, screpolata e inspessita. Il termine deriva dal greco ἰχϑύς, «pesce», e dal suffisso -ωσις, «stato, condizione (in genere morbosa)», per la relativa somiglianza con la pelle a squame dei pesci. Con l'eccezione delle ittiosi acquisite si tratta di genodermatosi, ossia disordini della pelle dipendenti da fattori genetici.

## Epidemiologia
Con l'eccezione dell'ittiosi volgare (incidenza 1:250-1000) e della ittiosi X-linked (incidenza 1:2000-6000) si tratta di malattie rare la cui incidenza sulla popolazione generale è normalmente inferiore a 1:100000.
La frequenza con cui le ittiosi appaiono non sembra legata a fattori quali la provenienza geografica, il sesso (salvo le X-linked). Il clima freddo e asciutto tende a rendere la patologia più evidente mentre il contrario accade in climi caldo-umidi.

## Eziopatogenesi
Caratteristica comune delle varie forme di ittiosi è l'accentuato accumulo di cellule morte che si ammassano le une sulle altre e desquamano a causa di un difetto di cheratizzazione caratteristico e differente per ciascuna forma. Trattandosi di patologie di origine genetica, a ciascuna di esse corrisponde un diverso difetto nel DNA.

## Classificazione
Le ittiosi sono classificate distinguendo forme ereditarie e acquisite. Le forme ereditarie sono ulteriormente suddivise in non-sindromiche e sindromiche ciascuna delle quali comprende vari gruppi.

### Ittiosi ereditarie

#### Ittiosi non sindromiche
| Gruppo | Malattia                                                                           | Trasmissione                     | Geni                                           |
| --- | ---------------------------------------------------------------------------------- | -------------------------------- | ---------------------------------------------- |
| ittiosi comuni | Ittiosi volgare (IV)                                                               | autosomica semidominante         | FLG                                            |
| ittiosi comuni | Ittiosi X-linked (RXLI)                                                            | recessiva legata al cromosoma X  | STS                                            |
| ittiosi congenite autosomico recessive (ARCI) | Ittiosi Arlecchino (HI)                                                            | autosomica recessiva             | ABCA12                                         |
| ittiosi congenite autosomico recessive (ARCI) | Ittiosi lamellare (LI)                                                             | autosomica recessiva             | TGM1, NIPAL4, ALOX12B, ABCA12                  |
| ittiosi congenite autosomico recessive (ARCI) | Eritrodermia ittiosiforme congenita (CIE)                                          | autosomica recessiva             | ALOXE3, ALOX12B, ABCA12, CYP4F22, NIPAL4, TGM1 |
| ittiosi congenite autosomico recessive (ARCI) | Ittiosi a costume da bagno (BSI)                                                   | autosomica recessiva             | TGM1                                           |
| ittiosi congenite autosomico recessive (ARCI) | Collodion baby a regressione spontanea (SHCB)                                      | autosomica recessiva             | TGM1                                           |
| ittiosi congenite autosomico recessive (ARCI) | Collodion baby acrale a regressione spontanea (ASHCB)                              | autosomica recessiva             | TGM1, ALOX12B, ALOXE3                          |
| ittiosi cheratinopatiche | Ittiosi epidermolitica (EI)                                                        | autosomica dominante             | KRT1, KRT10                                    |
| ittiosi cheratinopatiche | Ittiosi epidermolitica superficiale (SEI)                                          | autosomica dominante             | KRT2                                           |
| ittiosi cheratinopatiche | Ittiosi epidermolitica anulare (AEI)                                               | autosomica dominante             | KRT1, KRT10                                    |
| ittiosi cheratinopatiche | Ittiosi di Curth-Macklin, a istrice(ICM)                                           | autosomica dominante             | KRT1                                           |
| ittiosi cheratinopatiche | Ittiosi epidermolitica autosomico recessiva (AREI)                                 | autosomica recessiva             | KRT10                                          |
| ittiosi cheratinopatiche | Nevi epidermolitici                                                                | mutazioni somatiche              | KRT1, KRT10                                    |
| altre forme | Cheratodermia da loricrina (LK)                                                    | autosomica dominante             | LOR                                            |
| altre forme | Eritrocheratodermia variabile (EKV)                                                | autosomica dominante             | GJB3, GJB4                                     |
| altre forme | Sindrome da desquamazione cutanea infiammatoria (PSS tipo B)                       | autosomica recessiva             | CDSN                                           |
| altre forme | Ittiosi esfoliativa                                                                | autosomica recessiva             | SERPINB8, CSTA                                 |
| altre forme | Sindrome cheratosi lineare-ittiosi congenita-cheratoderma sclerosante (KLICK)      | autosomica dominante             | POMP                                           |
| altre forme | Eritrodermia ittiosiforme reticolare congenita (CRIE) , Ittiosi con confetti (IWC) | autosomica dominante - sporadica | KRT10, KRT1                                    |
| Fonti:Il portale delle malattie rare e dei farmaci orfani Archiviato il 26 dicembre 2012 in Internet Archive. - Atlas of Genodermatoses, Second Edition |                                                                                    |                                  |                                                |

#### Ittiosi sindromiche
| Gruppo                                                     | Malattia                                                                               | Trasmissione                    | Geni                               |
| ---------------------------------------------------------- | -------------------------------------------------------------------------------------- | ------------------------------- | ---------------------------------- |
| Sindromi ittiosiche X-linked                               | Ittiosi X-linked recessiva (RXLI)                                                      | recessiva legata al cromosoma X | STS                                |
| Sindromi ittiosiche X-linked                               | Ittiosi follicolare-alopecia-fotofobia (IFAP)                                          | recessiva legata al cromosoma X | MBPTS2                             |
| Sindromi ittiosiche X-linked                               | Sindrome di Conradi-Hünermann-Happle (CDPX2)                                           | recessiva legata al cromosoma X | EBP                                |
| Sindromi ittiosiche autosomiche con anormalità dei capelli | Sindrome di Netherton (NS)                                                             | autosomica recessiva            | SPINK5                             |
| Sindromi ittiosiche autosomiche con anormalità dei capelli | Dermatite severa-allergie multiple-spreco metabolico (SAM)                             | autosomica recessiva            | DSG1                               |
| Sindromi ittiosiche autosomiche con anormalità dei capelli | Ittiosi con ipotricosi (IHS)                                                           | autosomica recessiva            | ST14                               |
| Sindromi ittiosiche autosomiche con anormalità dei capelli | Ittiosi con ipotricosi-colangite sclerosante (IHSC)                                    | autosomica recessiva            | CLDN1                              |
| Sindromi ittiosiche autosomiche con anormalità dei capelli | Tricotiodistrofia (TTD)                                                                | autosomica recessiva            | ERCC2, XPD ERCC3, XPB GTF2H5, TTDA |
| Sindromi ittiosiche autosomiche con segni neurologici      | Sindrome di Refsum (HMSN4)                                                             | autosomica recessiva            | PHYH, PEX7                         |
| Sindromi ittiosiche autosomiche con segni neurologici      | Sindrome ritardo mentale-enteropatia-sordità-neuropatia-ittiosi-cheratodermia (MEDNIK) | autosomica recessiva            | AP1S1                              |
| Sindromi ittiosiche autosomiche con segni neurologici      | Sindrome di Sjögren-Larsson (SLS)                                                      | autosomica recessiva            | ALDH3A2                            |
| Sindromi ittiosiche autosomiche con segni neurologici      | Sindrome ittiosi congenita-deficit cognitivo-quadriplegia spastica                     | autosomica recessiva            | ELOVL4                             |
| Sindromi ittiosiche autosomiche con sordità                | Sindrome cheratite-ittiosi-sordità (KID)                                               | autosomica dominante            | GJB2 (GJB6)                        |
| Sindromi ittiosiche autosomiche con sordità                | Sindrome ritardo mentale-enteropatia-sordità-neuropatia-ittiosi-cheratodermia (MEDNIK) | autosomica recessiva            | AP1S1                              |
| Sindromi ittiosiche autosomiche con decorso fatale         | Sindrome da deficit multiplo di sulfatasi (MSD)                                        | autosomica recessiva            | SUMF1                              |
| Sindromi ittiosiche autosomiche con decorso fatale         | Sindrome di Gaucher tipo 2                                                             | autosomica recessiva            | GBA                                |
| Sindromi ittiosiche autosomiche con decorso fatale         | Sindrome disgenesia cerebrale-neuropatia-ittiosi-cheratoderma palmoplantare (CEDNIK)   | autosomica recessiva            | SNAP29                             |
| Sindromi ittiosiche autosomiche con decorso fatale         | Sindrome artrogrifosi-disfunzione renale-colestasi (ARC)                               | autosomica recessiva            | VPS33b                             |
| Sindromi ittiosiche autosomiche con decorso fatale         | Sindrome Neu Laxova                                                                    | autosomica recessiva            | PHGDH, PSAT1, PSPH                 |
| altre forme                                                | Sindrome ittiosi-prematurità (IPS)                                                     | autosomica recessiva            | SLC27A4                            |
| altre forme                                                | Malattia da accumulo di lipidi neutri con ittiosi (NLSD)                               | autosomica recessiva            | ABHD5                              |

### Ittiosi acquisita
L'ittiosi acquisita è normalmente una manifestazione associata ad alcune malattie o ad alcuni trattamenti medicali che compare in età adulta.
Può manifestarsi associata ad alcuni tumori: linfoma di Hodgkin e non Hodgkin, papulosi linfomatoide (forma pre-tumorale che può evolvere in linfoma), sarcoma, mieloma multiplo, cancro al seno, fegato o polmoni o a malattie che riducono l'assorbimento di lipidi e vitamine (malattia di Crohn, celiachia). 
Può essere associata a malattie e disturbi del fegato, reni, tiroide, alla lebbra e alla sarcoidosi.
Raramente si associa a malattie autoimmuni del connettivo (lupus eritematoso, dermatomiosite) ma sono stati riportati casi di malati di AIDS con ittiosi acquisita.
Alcune medicazioni possono esserne la causa, in particolare quelle basate su: acido nicotinico, butirrofenone, triparanol.

## Clinica
Le manifestazioni cliniche possono essere presenti già alla nascita o manifestarsi entro i primi mesi di vita. Si tratta comunque di patologie genetiche, pertanto non è a oggi possibile curare le ittiosi in maniera risolutiva, anche se esistono vari trattamenti, topici o sistemici, in grado di controllarne i sintomi. È possibile anche il verificarsi di una sintomatologia di tipo ittiosiforme in soggetti geneticamente sani dovuta a agenti esterni o ad altre patologie. In questo caso il sintomo è suscettibile di cura risolutiva all'esaurirsi delle condizioni che l'avevano provocato.

## Trattamento
Il trattamento si avvale nei casi più gravi di preparati a base di retinoidi sistemici utilizzati per via orale mentre in tutti i casi è utile un trattamento topico basato sull'uso di creme idratanti, emollienti e cheratolitiche di varia composizione i cui principi attivi più frequenti sono urea, vaselina, glicerina, l'ammonio lattato, acido salicilico o acido glicolico.